# 小淘氣
小淘氣（英語：Rogue），本名為安娜‧瑪莉‧瑞雯。由邁克爾·戈爾登與克里斯·克萊蒙特創造。為漫威漫畫中的一位超級英雄，首次出場於《復仇者聯盟-年度特辑》#10（1981年11月），隨後不久便加入X戰警。
小淘氣在2006年被IGN列為前25位X戰警中的第五位、2009年獲選為漫威漫畫最強悍女性前十名的第三名。

## 人物簡介

### 早期
當安娜·瑪莉·蕾薰
（Anna Marie Raven）踏入青春期不久後，她便跟一個名叫柯迪的少年在一起；可是在他們的初吻發生那一刻，安娜的變種能力亦同時發動；透過肌膚的接觸接受了柯迪的記憶、精神和生命力。雖然柯迪未致於死亡，可是陷入昏迷的他跟活死人沒兩樣。
受到這次事件的刺激，安娜把自己的力量視為詛咒，她用多重的衣物包圍著自己，而她的驚恐更被魔形女引導成憤怒，因而加入了由魔形女率領的恐怖組織異變人兄弟幫並自稱“小淘氣”。小淘氣在第一次的行動中遇上復仇者聯盟的成員驚奇女士，藉著由其他人身上得到的力量，小淘氣竟然可以跟驚奇女士戰鬥；但這同時帶來可怕的後果，在戰鬥中的接觸令小淘氣吸收了驚奇女士的記憶、超能力和人格。這次的吸收為小淘氣帶來了極大的衝擊，而同時存在驚奇女士的人格亦令小淘氣受到前所未有的精神壓力。驚奇女士本人則在X教授的幫助下回復了失去的記憶，可是在欠缺人格的情況下，這些過去對她來說變得很陌生，之後驚奇女士以雙星的身份前往外太空。

### X戰警
之後小淘氣和魔形女跟復仇者聯盟甚至X戰警都有過多次戰鬥，可是驚奇女士的人格問題還是沒有得到改善。或許是驚奇女士的人格驅使，又或者是小淘氣終於看清魔形女不可能幫助到自己，小淘氣決定要尋找X教授去幫助自己。
要接受一個曾經是敵人，更是把盟友弄至如斯田地的兇手不是一件容易的事，小淘氣在多次努力地表現並捨身相救下終於取得隊友的信任。之後小淘氣跟X戰警一直在不同的地方冒險，尤其是X教授離開地球和X戰警流落在澳洲時，她更是隊伍中的中心人物。但隊友不知道的是，殘留在小淘氣的體內屬於驚奇女士的意識開始變成一個獨立的意識，而這個意識更會在小淘氣本身意志薄弱時控制小淘氣的身體。
經過重生之門後，這個意識終於分裂成另一個獨立的個體；可是，這個獨立的個體卻需要小淘氣的生命能量去存活；而被分裂出來的小淘氣失去了所有的超能力，只能待在荒蠻的蠻荒之地中；就在小淘氣將被這精神個體殺死時，正在蠻荒之地中靜養的萬磁王出現，殺死了精神個體救走了小淘氣。
留在萬磁王身邊相處令小淘氣看到這個一直被隊友視為頭號敵人的暴君不為人知的一面，而這更令小淘氣開始對這個人產生感情；但她力量的回復以及萬磁王的大業令萬磁王決意離開，小淘氣便只有回到X教授回歸的X戰警當中。
隨著原X戰警的回歸人數暴增，而小淘氣更被編入由獨眼龍帶領的X戰警藍隊 中。在隊伍中她認識了帶有強烈神秘色彩的隊友金牌手，兩人瞬間被對方吸引。可是不能接觸對方以及金牌手種種隱藏的過去卻成為兩人間最大的阻礙，缺乏安全感跟信任令兩人的關係一直停滯不前。
而同一時間，小淘氣在X戰警隊伍中的角色亦開始有所變化；尤其當獨眼龍被天啟奪走身體後，隊伍中有經驗的成員變得只剩下小淘氣一個，她開始嘗試成為小隊隊長的角色。直到暴風女歸隊之前，她儼然便是X戰警的隊長。
當暴風女帶同一批X戰警去尋找Destiny留下的預言書時，小淘氣跟金牌手都在隊中；在對Khan侵略的事件中小淘氣跟金牌手都失去了他們的變種人能力，兩人正好趁這個機會退隊，留在Valle Soleada中過普通人的生活。

### Cured
隨萫她的力量回復，小淘氣回到X戰警當中，而她跟金牌手的老問題又再一次成為兩人中的磨心。認為金牌手不配小淘氣的魔形女化身成少女Foxx去誘惑金牌手，旨在動搖兩人的關係；而當她的身份被金牌手拆穿時，她卻化身成小淘氣的樣子，以＂可以接觸的小淘氣"來誘惑金牌手。雖然金牌手最終沒有出規，但他的動搖跟魔形女的存在卻大大影響了兩人間的感情。
急於補償的金牌手利用天啟回歸的機會獻身成為天啟的手下「死亡」，可是他卻低估了天啟的洗腦能力；最後金牌手雖然脫離了天啟的控制，可是不能面對小淘氣的金牌手卻離開了X戰警。
在獨眼龍的指派下，小淘氣再一次成為X戰警的小隊隊長，而她更帶領小隊對付Hecatomb；但這次戰鬥的後果卻是令小淘氣一口氣接收了近八億個已死的生命的意識。八億個意識大大超出了小淘氣可以承擔的負荷，於是魔形女把昏迷的小淘氣帶到驚惡先生那兒尋求解決方法，在那裡遇上投靠了驚惡先生的金牌手。
因為《M氏家族》而失去能力後的第一個變種人霍普出生引來各方的爭奪，而霍普最後落在驚惡先生的手中。魔形女利用小淘氣的力量殺害了驚惡先生，更意圖利用霍普去令小淘氣回復清醒；金牌手想阻止這瘋狂的行為但並未成功，霍普並沒有因而斃命，相反更令小淘氣清醒過來。醒來的小淘氣只剩下自己的意識，對於冒險利用一個嬰孩的性命來救自己的行為，小淘氣感到非常的憤怒，她留下魔形女跟金牌手自行離開。
在澳洲流浪的小淘氣遇上Danger，而Danger更以不同的過去映像刺激小淘氣的神經；正在旅行的金牌手跟X教授想阻止Danger，但Danger卻指出這是幫助小淘氣的變種能力正常成長；正因為一直被罪惡感跟憤怒纏繞，小淘氣的力量便一直在成長階段中沒有進步；X教授接受Danger的建議，為小淘氣的精神清除障礙；當金牌手問小淘氣是否已回復正常時，小淘氣以吻來回答她終於可以控制自己的力量在什麼時間發動、什麼時間停止。

### 成熟
能力成熟的小淘氣馬上成為X戰警的主要戰力，尤其是當獨眼龍建立起烏托邦後，小淘氣更是當中的重心人物。當成長了的霍普跟機堡由未來世界回來時，也是由小淘氣去帶領霍普回烏托邦，可是在途中小淘氣未能阻止堡壘殺死藍惡魔，因此在機堡死後，小淘氣便成為霍普的保護者跟霍普一同到亞拉斯加尋找霍普的親生父母。

### 非凡復仇者
在紅骷髏偷走X教授的腦袋後，異人族的迷霧擴散全球。小淘氣被因超級血清失效而衰老的美國隊長邀請，加入了非凡復仇者。而當確認迷霧對變種人有害後，小淘氣、機堡和死侍參與偷取軍方機密研究的迷霧來研製解藥，結果導致恢復年輕的美國隊長解散了非凡復仇者。當紅骷髏操控了死侍外所有非凡復仇者時，被操控的小淘氣把死侍打到半死。在死侍利用萬磁王頭盔幫助小淘氣脫離控制後，小淘氣把紅骷髏打暈再交給野獸，藉手術移出X教授的腦袋並燒毀。

## 能力
小淘氣的能力是透過接觸吸收其他生物的記憶、能力甚至人格。在漫畫中，小淘氣吸收了驚奇女士的能力，包括了怪力和飛行。同時曾一度把神力人整個人吸進體內而能使用他的能力。

## 其他媒體

### 電影
- X戰警電影系列：由安娜·派昆飾演小淘氣。
  - 《X戰警》（2000年）
  - 《X戰警2》（2003年）
  - 《X戰警：最後戰役》（2006年）
  - 《X戰警：未來昔日》（2014年）

### 遊戲
- 《漫威：未來之戰》：手機遊戲，小淘氣是玩家可使用角色之一[3]。

## 外部連結
- Spotlight on Rogue at UncannyXmen.net （页面存档备份，存于）